# 李术才
李术才（1965年12月23日—），河北涞水人，山东大学教授，中国工程院院士。现任山东大学校长、党委副书记。

## 生平
1983年9月至1990年7月在山东矿业学院土木系学习，先后获得工学学士、工学硕士学位。1996年毕业于中国科学院武汉岩土力学研究所，获工学博士学位。博士毕业后留在中国科学院武汉岩土力学研究所工作，历任副研究员、研究员。
2001年3月被山东大学聘为教授，历任山东大学岩土工程中心主任、山东大学土建与水利学院副院长、院长。2015年7月任山东大学党委常委、副校长，2020年5月兼任山东大学研究生院院长。
2022年6月，任山东大学校长、党委副书记。
2019年当选中国工程院院士。